# 네이비 (드라마)
《네이비》는 2001년 10월 19일 MBC에서 방영된 국방홍보원 공동제작 HDTV 특집 드라마다.

## 줄거리
젊은 해군 장교들이 엮어가는 바다와 해군에 대한 사랑과 서로 좋아하는 여인을 둘러싼 갈등, 이를 통해 서로간의 진한 전우애를 확인하는 과정이다.

## 등장 인물
- 이훈
- 이태란
- 류수영
- 서유정
- 정동환
- 이일웅
- 박병훈
- 이재포
- 최한호
- 맹찬재